# Jan Jurkowski (aktor)
Jan Jurkowski (ur. 1989) – polski aktor teatralny i filmowy, reżyser, scenarzysta i montażysta . Założyciel Grupy Filmowej Darwin.

## Kariera aktorska
W 2013 ukończył Państwową Wyższą Szkołę Teatralną w Krakowie na Wydziale Aktorskim.
W trakcie studiów zagrał w przedstawieniach Woyzeck autorstwa Georga Büchnera w reżyserii Andrzeja Domalika, Ja-jestem-nim według opowiadań Etgara Kereta w reżyserii Szymona Kaczmarka, Witkacy – jedyne wyjście opartym na powieści Stanisława Ignacego Witkiewicza pod tym samym tytułem w reżyserii Marcina Kuźmińskiego i Helter Skelter – Czarna komedia z momentami metafizycznymi według 44 listów ze świata płynnej nowoczesności Zygmunta Baumana w reżyserii Pawła Świątka. Wystąpił też w spektaklu Teatru Polskiego Radia pt. Wesele wyreżyserowanym przez Andrzeja Seweryna. W 2015 w Teatrze Łaźnia Nowa grał w spektaklach: Pelcia, czyli jak żyć, żeby nie odnieść sukcesu napisanym przez Joannę Szczepkowską oraz Skowyt w reżyserii Macieja Podstawnego.

## Grupa Filmowa Darwin
W 2012 wraz z kolegą ze studiów, Markiem Huczem, założył kanał o nazwie Grupa Filmowa Darwin w serwisie YouTube, na którym obaj tworzyli filmy krótkometrażowe. Popularność przyniosła im seria Wielkie Konflikty. Po tym sukcesie postanowili założyć nowy kanał pod tytułem G.F. Darwin, gdzie przenieśli produkcje z Wielkich Konfliktów, natomiast stary przemianowali na Archiwum Darwina i zachowali tam resztę swojej twórczości. Wraz z rozwojem kanału powstały nowe cykle filmowe: Shorty Darwina, Dziennik Internetowy czy Groovy Movie. W 2016 we współpracy z telewizją TVN stworzyli serial rozrywkowy Wielkie teorie Darwina, natomiast w 2021 wznowili ją tworząc kolejny serial komediowy pt. Misja. W 2017 nakręcili odcinek pt. 1% do miniserialu Netflixa Czarne lusterko.
W 2019 wraz z Markiem Huczem napisał książkę To (nie) koniec świata dotyczącą ich twórczości w ramach G.F. Darwin.

## Spektakle Teatralne[2][4][5]

### Teatr
- 2009: Woyzeck (reż. Andrzej Domalik)
- 2010: Nadobnisie i koczkodany (reż. Adam Nawojczyk) jako Mandelbaum
- 2011: Ja-jestem-nim (reż. Szymon Kaczmarek)
- 2011: Witkacy – Jedyne wyjście (reż. Marcin Kuźmiński)– jako Nadrazil Żywiołowicz/Izydor[12]
- 2012: Helter Skelter – Czarna komedia z momentami metafizycznymi (reż. Paweł Świątek)
- 2014: Versus (reż. Szymon Kaczmarek)
- 2014: Rewizor (reż. Jacek Jabrzyk)
- 2014: Fantazy (reż. Maciej Podstawny)
- 2014: Mistrz i Małgorzata (reż. Magdalena Miklasz) jako Asasello/Piłat/Rimski
- 2015: Pelcia, czyli jak żyć, żeby nie odnieść sukcesu (reż. Joanna Szczepkowska)
- 2015: Skowyt (reż. Maciej Podstawny)
- 2019: Sokrates (reż. Joanna Szczepkowska) jako Sokrates
- 2020: Lem vs. P.K. Dick (reż. Mateusz Pakuła, Teatr Łaźnia Nowa w Krakowie) jako Stanisław Lem[13]
- 2023: Jak nie zabiłem swojego ojca i jak bardzo tego żałuję (reż. Mateusz Pakuła)
- 2024: Premiera, która poszła nie tak (reż. Janusz Szydłowski)
- 2024: Latający potwór Spaghetti (reż. Mateusz Pakuła)

### Teatr Telewizji
- 2017: Dzielni chłopcy (reż. Szymon Waćkowski) jako kibic ustabilizowany duchowo i finansowo
- 2024: Jak nie zabiłem swojego ojca i jak bardzo tego żałuję (reż. Mateusz Pakuła)

### Teatr Polskiego Radia
- 2011: Wesele (reż. Andrzej Seweryn)
- 2016: Kupiec wenecki (reż. Mariusz Malec) jako Gratiano

## Filmografia[3][14]

### Aktor
- 2014–2019: Wielkie Konflikty – różne role
- 2016: Wielkie teorie Darwina – różne role
- 2017: Volta jako asystent Paweł
- 2017: Biura i Ludzie – jako Filandrel
- 2017: Prezydenci i Premierzy – jako Filandrel
- 2017: Gwiezdny Szeryf jako szeryf Kowalsky
- 2017: Czarne lusterko – (odc. 4) jako On
- 2018: Niedobitki i Mutanci jako Filandrel
- 2018: Gwiezdny Szeryf 2 jako szeryf Kowalsky
- 2019: Wujek Chip jako Krzysztof
- 2019: Szewczyk Dratewka – jako mistrz Jan
- 2019: Mały Grand Hotel – gościnnie jako iluzjonista Paul Goldini (odc. 6)
- 2019: Jaś i Małgosia - rodzeństwo, które przeżyło! – jako Jaś
- 2020: Mały zgon – gościnnie jako sierżant pod kościołem (odc. 3)
- 2021: Bóg internetów jako on sam
- 2021: Pani B. jako Sławek
- 2021: Misja – Paweł Bibut-Kaksztyński

### Reżyser i scenarzysta
- 2014–2019: Wielkie Konflikty
- 2016: Wielkie teorie Darwina
- 2017: Biura i Ludzie
- 2017: Prezydenci i Premierzy
- 2017: Gwiezdny Szeryf
- 2017: Czarne lusterko
- 2018: Niedobitki i Mutanci
- 2018: Gwiezdny Szeryf 2
- 2019: Wujek Chip
- 2019: Szewczyk Dratewka
- 2019: Jaś i Małgosia - rodzeństwo, które przeżyło!
- 2021: Pani B.
- 2021: Misja

## Nagrody
- 2014: Nagroda im. Jacka Woszczerowicza za rolę Leszka Pękalskiego w przedstawieniu Versus wg Rodrigo Garcii w reżyserii Szymona Kaczmarka z Teatru im. Wojciecha Bogusławskiego w Kaliszu – 54. Kaliskie Spotkanie Teatralne[2] [3][4][5]
- 2018: Grand Video Awards w kategorii rozrywka za film krótkometrażowy Gwiezdny Szeryf[3]